# قانون حمایت حقوق مؤلفان و مصنفان و هنرمندان
قانون حمایت حقوق مؤلفان و مصنفان و هنرمندان مجموعه قوانینی است که با هدف حمایت از حقوق مادی و معنوی مؤلفین، مصنفان و هنرمندان به وجود آمده. این قوانین شامل سی و سه ماده و سه تبصره می‌باشد و پس از تصویب مجلس سنای ایران در تاریخ دوشنبه سوم آذر ماه ۱۳۴۸ در جلسه روز پنجشنبه یازدهم دی ماه ۱۳۴۸ به تصویب مجلس شورای ملی رسید.

## قانون اصلاح ماده ۱۲
در تاریخ ۳۱ مرداد ۱۳۸۹ طرح اصلاح ماده ۱۲ این قانون به تصویب مجلس شورای اسلامی رسید و بعد از تأیید شورای نگهبان، به دولت ابلاغ شد. در این طرح، مدت حمایت آثار از ۳۰ سال به ۵۰ سال پس از مرگ پدیدآورنده افزایش یافت، بدین ترتیب قانون ایران در زمینه مدت حمایت حق تکثیر با ماده ۱۲ موافقتنامه تریپس هماهنگ شد، براساس این اصلاحیه، بعد از مرگ پدیدآورنده، اگر وارثی برای اثر وجود نداشته باشد یا حقوق آن بر اثر وصایت به کسی منتقل نشده‌باشد برای همان مدت به منظور استفاده عمومی در اختیار حاکم اسلامی (ولی فقیه) قرار می‌گیرد.

## لایحه جامع حمایت از حقوق مالکیت ادبی و هنری و حقوق مرتبط
در سال ۱۳۸۹ پیش‌نویس لایحه جامع حمایت از حقوق مالکیت ادبی و هنری و حقوق مرتبط از سوی وزارت فرهنگ و ارشاد اسلامی به دولت ایران تقدیم شد که در صورت تصویب جایگزین قوانین فعلی حق تکثیر ایران خواهد شد.